# Moj dom je Hrvatska
Moj dom je Hrvatska dvanaesti je studijski album Prljavog kazališta objavljen 2005. godine. Ponovio je uspjeh prethodnog Radio Dubrava, a ponudio je i neke hitove poput: "Moj dom je Hrvatska" i "Šteta što je...", ali ostale pjesme nisu postigle veći uspjeh. Ukupno trajanje: 52:29.

## Popis pjesama
1. Moj dom je Hrvatska (4:43)
2. Kuda bi za vikend (4:29)
3. Tamo imam prijatelje (4:44)
4. Šteta što je... (_kurva) (4:11)
5. Kao (4:51)
6. Previše je previše (4:16)
7. Cobra Tref (5:13)
8. Sava mirno teče (4:27)
9. Ima jedan zakon (2:53)
10. Sestro slatka sestro (3:59)
11. Kao što kaže Marija Jurić Zagorka (5:14)
12. Ne bih te zatajio (3:34)